# Azizulhasni Awang
Mohd Azizulhasni Awang (Kuala Dungun, 5 de enero de 1988) es un deportista malasio que compite en ciclismo en la modalidad de pista, especialista en las pruebas de velocidad.
Participó en cinco Juegos Olímpicos de Verano, entre los años 2008 y 2024, obteniendo dos medallas, bronce en Río de Janeiro 2016 y plata en Tokio 2020, ambas en la prueba de keirin.
Fue el abanderado de Malasia en la ceremonia de apertura de los Juegos Olímpicos de Pekín 2008.

## Medallero internacional
| Juegos Olímpicos | Juegos Olímpicos             | Juegos Olímpicos  | Juegos Olímpicos |
| Año              | Lugar                        | Medalla           | Competición      |
| ---------------- | ---------------------------- | ----------------- | ---------------- |
| 2016             | Río de Janeiro 2016 (Brasil) | Medalla de bronce | Keirin           |
| 2020             | Tokio (Japón)                | Medalla de plata  | Keirin           |